# Rick Wills
Rick Wills (* 5. prosince 1947 Londýn, Anglie) je britský baskytarista. Je známý především jako člen skupiny Foreigner.

## Biografie
Wills začal hrát v blues-rockové skupině Joker's Wild, kde v roce 1966 nahradil baskytaristu Tony Saintyho a kde působil až do rozpadu kapely v roce 1968. V první polovině 70. let hrál na baskytaru u Petera Framptona, účinkuje na jeho prvních třech albech. V letech 1976–1977 působil u Roxy Music jako studiový hudebník a v letech 1977–1978 hrál se skupinou Small Faces. V této době také pomohl jako najatý hráč nahrát první sólové album Davida Gilmoura.
V roce 1979 se Rick Wiils stal členem kapely Foreigner, ve které působil až do roku 1992. V letech 1993 až 1999 hrál s Bad Company. Od té doby není Wills (až na výjimky) hudebně aktivní.

## Diskografie

### S Peterem Framptonem
- Wind of Change (1972)
- Frampton's Camel (1973)
- Somethin's Happening (1974)

### S Roxy Music
- Viva! (1976)

### Se Small Faces
- Playmates (1977)
- 78 in the Shade (1978)

### S Davidem Gilmourem
- David Gilmour (1978)

### S Foreigner
- Head Games (1979)
- 4 (1981)
- Agent Provocateur (1984)
- Inside Information (1987)
- Unusual Heat (1991)

### S Bad Company
- What You Hear Is What You Get: The Best of Bad Company (1993)
- Company of Strangers (1995)
- Stories Told & Untold (1997)